# قلعة تيسي
قلعة تيسي (بالتركية: Tece Kalesi)‏ هي قلعة مدمرة في محافظة مرسين جنوب تركيا .

## موقع
تقع القلعة في ضاحية تيسي التابعة لمنطقة مزيتلي، وهي إحدى البلديات الفرعية في مرسين. تبعد القلعة حوالي 20 كيلومترًا (12 ميلًا) عن مركز مدينة مرسين. ورغم قربها من الطريق السريع D.400، إلا أن الوصول إليها بالسيارة يعد صعبًا نظرًا لوجودها داخل مزرعة للحمضيات.

## تاريخ
لا توجد سجلات محددة حول أصل القلعة. ومع ذلك، استنادًا إلى الطراز المعماري، يُعتقد أنها كانت قلعة رومانية أو بيزنطية في أواخر عهدها. كانت القلعة منخفضة الارتفاع وقد بُنيت للتحكم في الطريق الموازي لساحل البحر الأبيض المتوسط. كما استخدمت خلال الحروب الصليبية وفي عهد مملكة كيليكيا الأرمنية، حيث خضعت لعمليات تجديد.
في يونيو 1981، أجرى عالم الآثار ومؤرخ الفن الأمريكي الدكتور روبرت دبليو إدواردز مسحًا رسميًا لهذا الموقع، وتوصل إلى الاستنتاجات التالية: كان الجدار الدائري المستطيل وشظايا أبراجه السبعة الصغيرة متهالكة للغاية، مما جعل من المستحيل تحديد تاريخ البناء دون إجراء حفريات رسمية. ومع ذلك، فإن الجزء المتبقي من المنزل العقاري المكون من ثلاثة طوابق يعود في المقام الأول إلى فترة بناء واحدة، ويتميز بخصائص حجرية ومعمارية مشابهة لتلك المستخدمة خلال القرنين الثاني عشر والثالث عشر في مملكة قيليقية الأرمنية. يشبه الموقع موقع كيز القريب من القرون الوسطى بالقرب من محطة سكة حديد دوراك. تم بناء هذه المواقع من قبل البنائين الأرمن، وربما للمحتلين الصليبيين.

## بنيان
تبلغ المساحة داخل الأسوار المدمرة حاليًا 1,560 مترًا مربعًا (16,800 قدم مربع). معظم المباني مدمرة، والمبنى الوحيد الذي لا يزال قائمًا جزئيًا هو برج محصن مكون من ثلاثة طوابق. يبلغ طول الجدار الشرقي 9.60 مترًا (31.5 قدم) وارتفاعه 12 مترًا (39 قدمًا). أما الجدار الشمالي فيبلغ طوله 11.5 مترًا (38 قدمًا) وارتفاعه 13 مترًا (43 قدمًا). يبلغ عرض الجدار الخارجي 1.50 مترًا (4.9 قدمًا). بُنيت الجدران الداخلية من كتل الحجر، بينما بُنيت الجدران الخارجية من كتل السيطرة. تم إجراء المسح عام 1981 تحت رعاية جامعة كاليفورنيا في بيركلي.